# Kommajordfly
Kommajordfly (Agrotis ipsilon) är en fjärilsart som beskrevs av Hüfnagel 1766. Kommajordfly ingår i släktet Agrotis och familjen nattflyn. Arten är reproducerande i Sverige. Inga underarter finns listade i Catalogue of Life.

## Bildgalleri

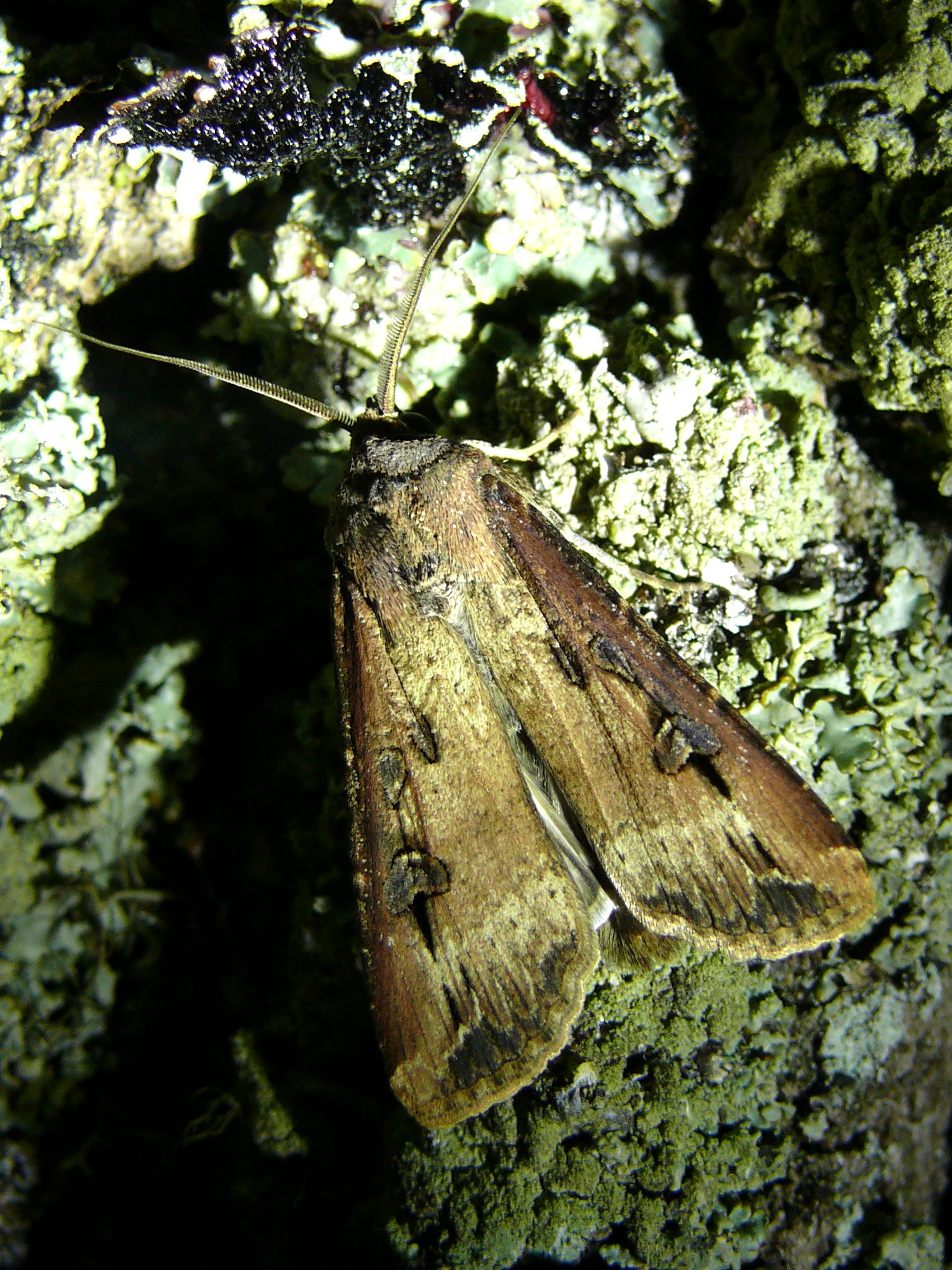
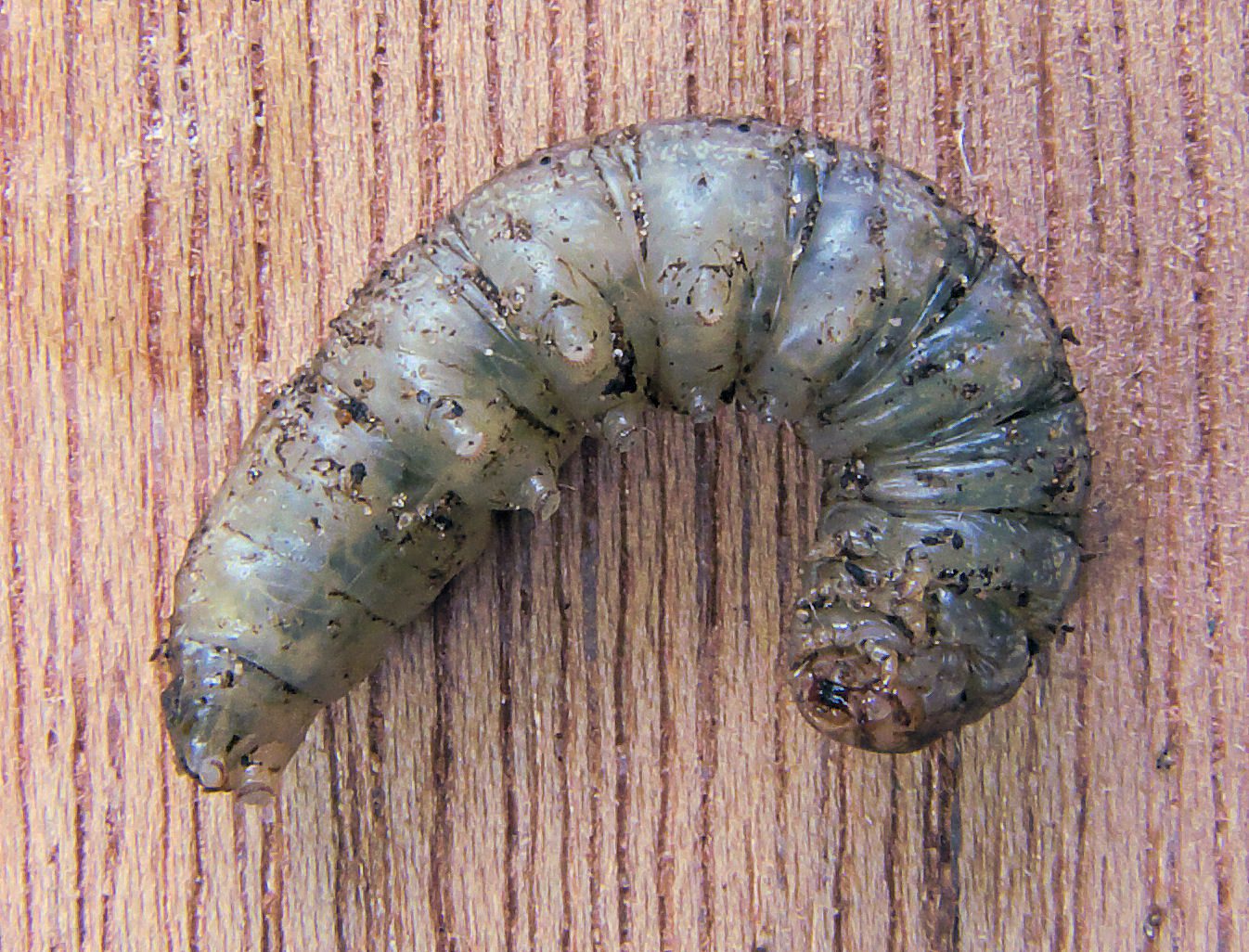
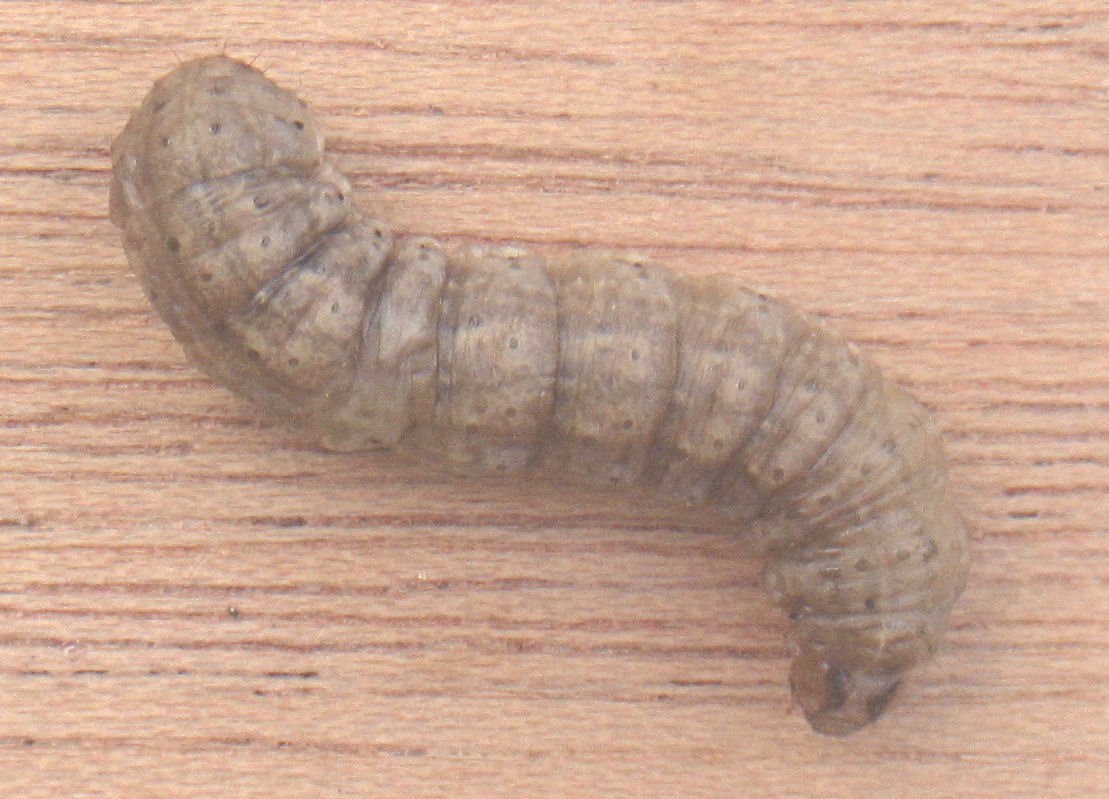
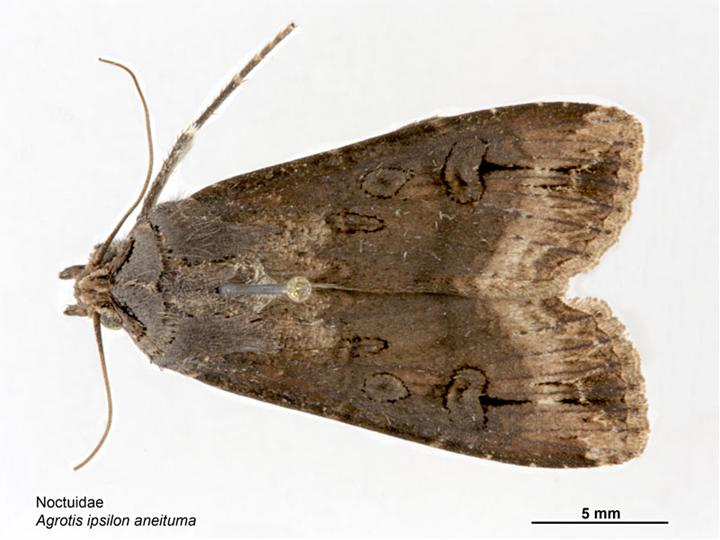
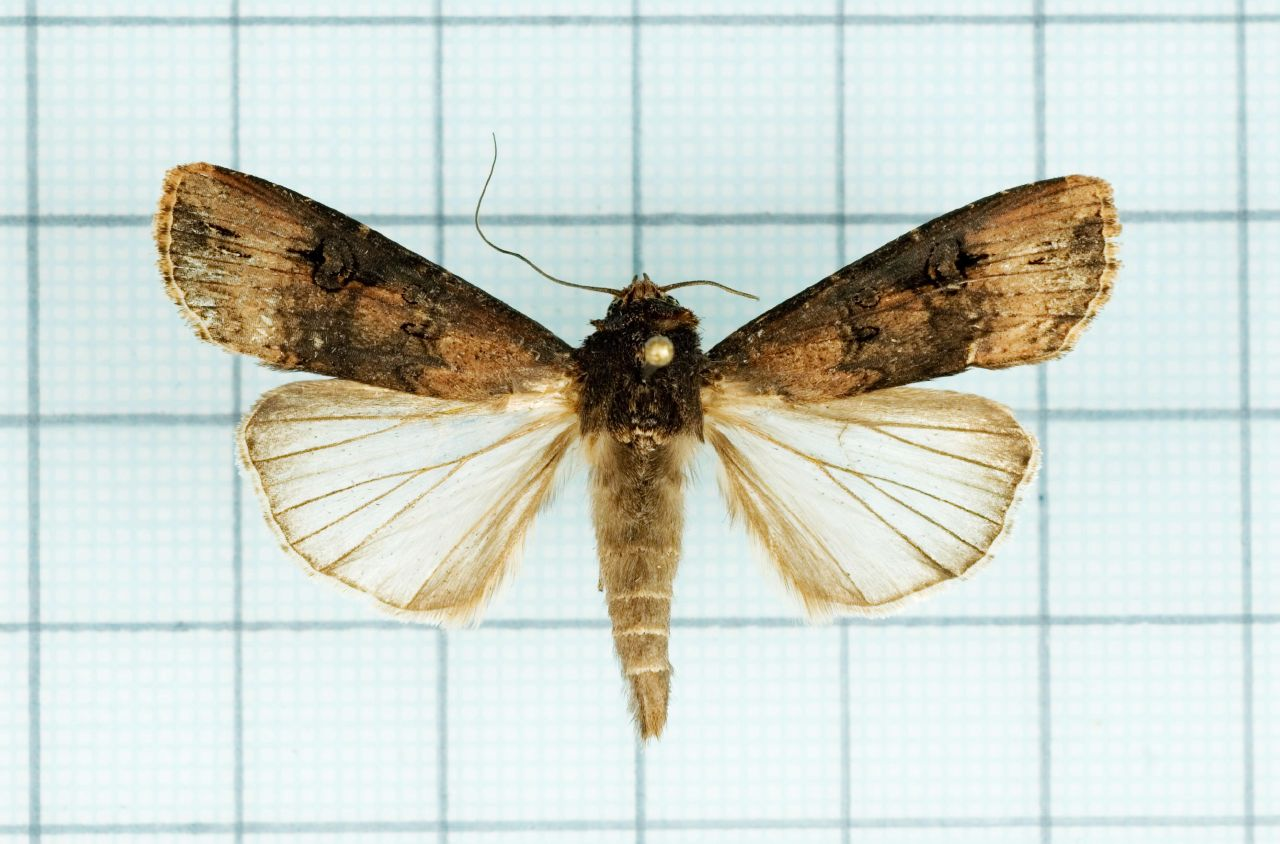
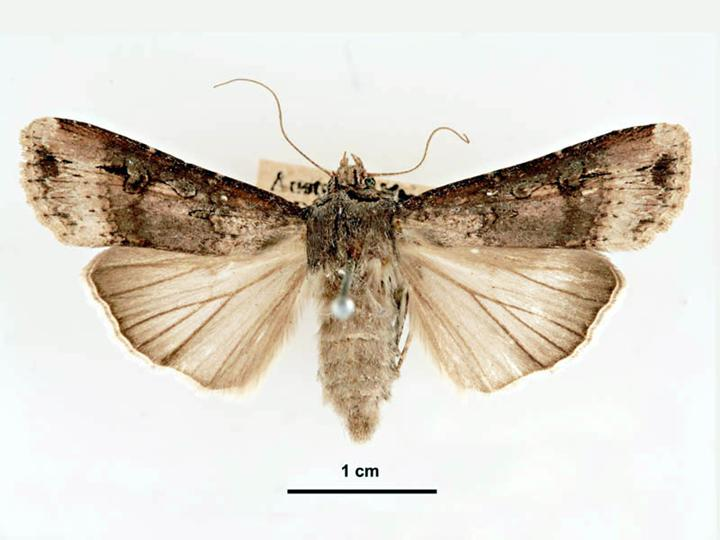